# Brasilianska strömmen

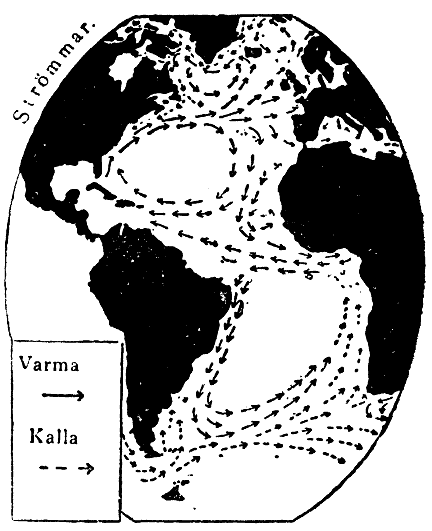
De två stora oceanvirvlarna i Atlanten. Brasilianska strömmen löper söderut längs Brasiliens östkust.

Brasilianska strömmen är en södergående havsström i Atlanten som följer Brasiliens sydöstra kustlinje till Rio de la Platas utlopp. Strömmen är varm och har hög salthalt. Den utgör den västra randströmmen av den stora subtropiska oceanvirveln som ligger i Atlanten söder om ekvatorn, och är södra halvklotets motsvarighet till Golfströmmen, även om strömmens hastighet och omfång är mycket lägre. Strömmen börjar där Södra ekvatorialströmmen möter kontinentalsockeln och delar sig, vid Cabo São Roque på Sydamerikas östkust (ca 7° sydlig bredd). Vid 40° sydlig bredd övergår den tillsammans med den kalla Falklandsströmmen i Västvinddriften.